# Сара Монтьєль
Сара Монтьєль, Саріта (ісп. Sara Montiel, Sarita), справжнє ім'я Марія Антонія Алехандра Вісента Елпідія Ісидора Абад Фернандес (ісп. María Antonia Alejandra Vicenta Elpidia Isidora Abad Fernández; 10 березня 1928, Кампо-де-Криптана, Сьюдад-Реаль, Іспанія — 8 квітня 2013, Мадрид, Іспанія) — іспанська акторка, співачка, кіно продюсер, яку описували як «королеву мелодрами». Вона стала першою іспанською акторкою, визнаною в Сполучених Штатах, і однією з найбільш високооплачуваних зірок свого часу.
У її доробку понад тридцять співочих альбомів і понад п'ятдесять фільмів, що мали великий комерційний успіх завдяки її ролям «фатальної жінки», переважно в 1950-х і 1960-х роках.

## Життєпис
Марія Антонія Абад Фернандес народилася в 1928 році в невеликому сільськогосподарському містечку Кампо-де-Криптана в селянській родині. З початком Громадянської війни в 1936 році вона переїхала з родиною до Орівела в провінції Аліканте, де відвідувала монастирську школу і там сестра Леокадія навчила її співати.

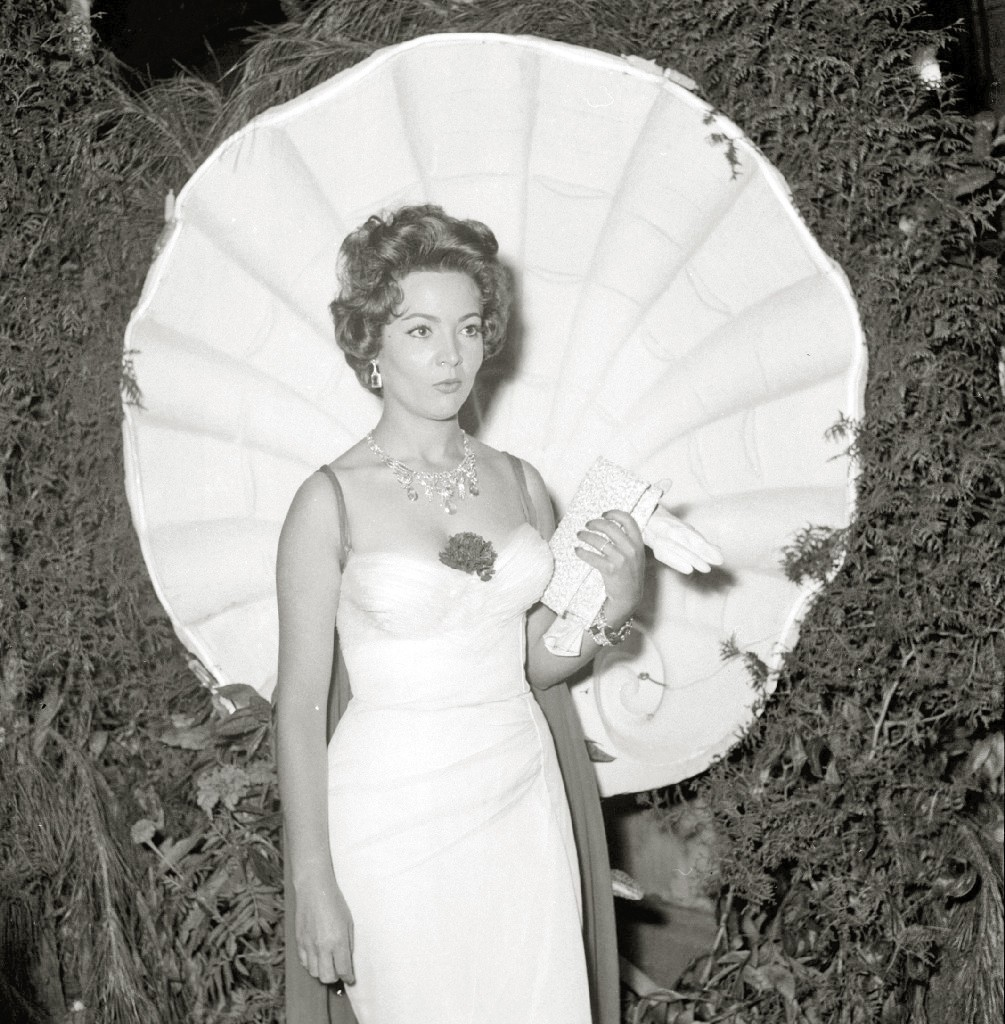
1956

У 15-річному віці вона виграла конкурс талантів іспанської кінокомпанії Сіфеса і дебютувала в кіно, а її фільм «Божевільна любов» отримав міжнародне визнання в 1948 році.
У 1951 році вона переїхала до Мексики, де знялася у тю́зині фільмів менше ніж за п'ять років. У Америці вона стала першою іспанкою, яка досягла успіху в Голлівуді. Тут вона грала у вестернах «Вера Крус», (Vera Cruz, 1954), у якому також грали Берт Ланкастер і молодий Чарльз Бронсон, і «Летю́ча стріла» (Flying Arrow, 1957).
У 1957 році вона ненадовго повернулася до Іспанії, вийшла заміж за Ентоні Манна і зіграла роль співачки в кабаре у фільмі «Останній куплет» (1957), який зробив її знаменитою. 11 пісень фільму вона проспівала теплим і хрипким голосом, зовсім незвичним для Іспанії. Крім того, вона ввела в кінематограф Іспанії навіяну Голлівудом еротику, що викликало деяке несприйняття. Проте фільм увінчався справжнім тріумфом, абсолютним рекордом грошових надходжень, що залишився донині неперевершеним. За одну ніч вона стала зіркою кіно і пісні та прийняла багатомільйонну пропозицію на створення нових фільмів і записів у Європі. Сара Монтьєль стала найбільш високооплачуваною акторкою в Іспанії.
За гру в своєму наступному фільмі «Продавчиня фіалок» (La violetera, 1958) вона одержала гонорар понад мільйон доларів, щось надзвичайне для тих часів. Кінострічку показували в паризькому Палаці Гомон, на той час найбільшому кінотеатрі в світі, що міг умістити понад 4600 глядачів. Пісні з кінофільмів «Кармен з Ронди» (Carmen la de Ronda, 1959) та «Продавчиня фіалок» виходили на грамплатівках, що розповсюджувалися великими тиражами, досягнувши таких продажів, що перевершили тодішні Френка Сінатри та Елвіса Преслі.
Протягом наступних п'ятнадцяти років вона знімалася лише в музичних мелодрамах, створених для неї, «Моє останнє танго» (1960), «Гріх любові» (1961), «Дама з камеліями» (1962), та інших. Вона досягла широкого успіху не тільки як акторка, але також як співачка, особливо завдяки пісні «Цілуй мене міцно» (Bésame mucho).
Сара Монтьєль була одружена чотири рази, зокрема з американським режисером Ентоні Манном. Вона стала мамою двох прийомних дітей.
Сара Монтьель, перша велика іспанська зірка кіноекрану, яка потрапила до Голлівуду, померла у своєму будинку в Мадриді в понеділок, 8 квітня 2013 року, у віці 85 років.

## Фільмографія
| Рік  |   | Українська назва      | Оригінальна назва       | Роль                          |
| ---- | - | --------------------- | ----------------------- | ----------------------------- |
| 1954 | ф | Вера Крус             | Vera Cruz               | Ніна                          |
| 1957 | ф | Політ стріли          | Run of the Arrow        | Жовті Мокасини                |
| 1957 | ф | Останній куплет       | El último cuplé         | Марія Лухан                   |
| 1958 | ф | Продавчиня фіалок     | La violetera            | Соледад Морено                |
| 1959 | ф | Кармен з Ронди        | Carmen la de Ronda      | Кармен                        |
| 1960 | ф | Моє останнє танго     | Mi último tango         | Марта Андреу                  |
| 1961 | ф | «Гріх любові»         | Pecado de amor          | Магда Бельтран / сестра Белен |
| 1962 | ф | Королева «Шантеклера» | La reina del Chantecler | прекрасна Чаріта              |
| 1962 | ф | Дама з камеліями      | La bella Lola           | Лола                          |
| 1971 | ф | Вар’єте               | Varietés                | Ана Маркес                    |